# Платумай
Платумай (лит. Platumai) — село в восточной части Литвы. Входит в состав Швенченеляйского староства Швянчёнского района. По данным переписи Литвы 2011 года, население Платумая составляло 135 человек.

## География
Село Платумай расположено в центральной части района. Находится в 2 километрах к западу от Швенчёнеляя, на левом берегу реки Жеймена.

## Население
| 1905                           | 1931 | 1959 | 1970 | 1979 |
| ------------------------------ | ---- | ---- | ---- | ---- |
| 11                             | 15   | 14   | 15   | 7    |
| 1989                           | 2001 | 2011 | -    | -    |
| 135                            | 135  | 135  | -    | -    |
| Гистограмма динамики населения |      |      |      |      |